# Sergueï Grigorievitch Stroganov (1794-1882)
Le comte Sergueï Grigorievitch Stroganov, (en alphabet cyrillique : граф Сергей Григорьевич Строганов), né le 8 novembre 1811 à Moscou, décédé le 28 mars 1882 à Saint-Pétersbourg, est un aristocrate russe appartenant à la célèbre famille Stroganoff. Il fut maire de Moscou, puis gouverneur général de Moscou et gouverneur militaire de Riga et de Minsk, mais il passa surtout à la postérité pour ses immenses collections d'art et sa philanthropie. Il accéda au rang honorifique de général de cavalerie.

## Biographie

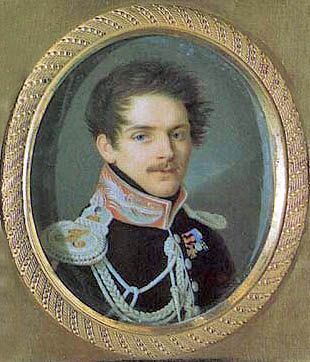
Portrait du comte Sergueï Grigorievitch Stroganov, tableau de Pierre de Rossi au musée d'État russe de Saint-Pétersbourg.

### Jeunesse
Le jeune Sergueï Grigorievitch Stroganov reçut une excellente éducation au palais Stroganov, puis fut inscrit le 1er octobre 1810 à l'Institut des ingénieurs du chemin de fer.

### Carrière militaire
Après avoir obtenu son diplôme, il prit du service dans l'armée. Il fut promu officier à l'âge de 16 ans, le 12 juin 1810. Un an plus tard, il fut élevé au grade de sous-lieutenant.
Pendant la campagne de Russie, il rejoignit les troupes russes engagées contre l'armée napoléonienne. Le 7 septembre 1812, il se distingua à la bataille de la Moskova,. Sa bravoure au cours des combats fut récompensée par l'ordre de Saint-Vladimir (4e classe - avec ruban). Le 29 octobre 1812, il fut promu lieutenant. Il participa aux campagnes de 1813 et de 1814. Sa vaillance à la bataille de Leipzig lui valut une nouvelle promotion, le 6 octobre 1813, car il fut élevé au grade de capitaine. Dans le cadre de la campagne de France, il se distingua à la bataille de Paris. Après le départ de Napoléon Ier pour l'île d'Elbe, le comte demeura dans la capitale française de 1814 à 1815, où il visita les musées, les palais et étudia les différentes collections d'art. Il visita également des établissements d'enseignement d'art.
De retour en Russie, au grade de lieutenant de la Garde russe, Sergueï Grigorievitch fut nommé aide-de-camp du baron Ferdinand von Wintzingerode. En outre, il fut transféré au régiment de la Garde Litovsky (4 juin 1815). La même année, le comte s'établit à Moscou, où il résida jusqu'en 1860. Le 24 juin 1816, lors de son transfert au régiment de hussards de la Garde impériale de Sa Majesté, il fut élevé au grade de capitaine-lieutenant.
Le 12 septembre 1816, le capitaine Stroganov fut nommé aide-de-camp de l'empereur Alexandre. Cinq ans plus tard, le 23 janvier 1823, il fut élevé au grade de colonel.
Ce fut au grade de major-général de cavalerie que le comte fut engagé dans la guerre opposant la Russie à l'Empire ottoman (Guerre russo-turque de 1828-1829). Il participa aux batailles de Choumen et de Varna.
Il fut nommé aide-de-camp de l'empereur Nicolas Ier, à son avènement.
Du 28 mars 1831 au 24 septembre 1831, il occupa le poste de gouverneur militaire temporaire de la ville de Riga.
Du 24 septembre 1831 au 23 avril 1832, il fut gouverneur militaire temporaire de Minsk.
Le 6 décembre 1835, Nicolas Ier le nomma adjudant-général.
Le 26 avril 1837, il fut promu lieutenant-général. La même année il fut nommé au poste de sénateur.
Le 26 novembre 1852, le comte fut élevé au grade de général de cavalerie.
De 1854 à 1855, il participa à la Guerre de Crimée.
Le 26 août 1856, Sergueï Grigorievitch entra à la Chambre haute de l'Empire russe.
Du 17 avril 1859 au 8 septembre 1859, il occupa les fonctions de gouverneur général de Moscou.

### Réformes scolaires et universitaires

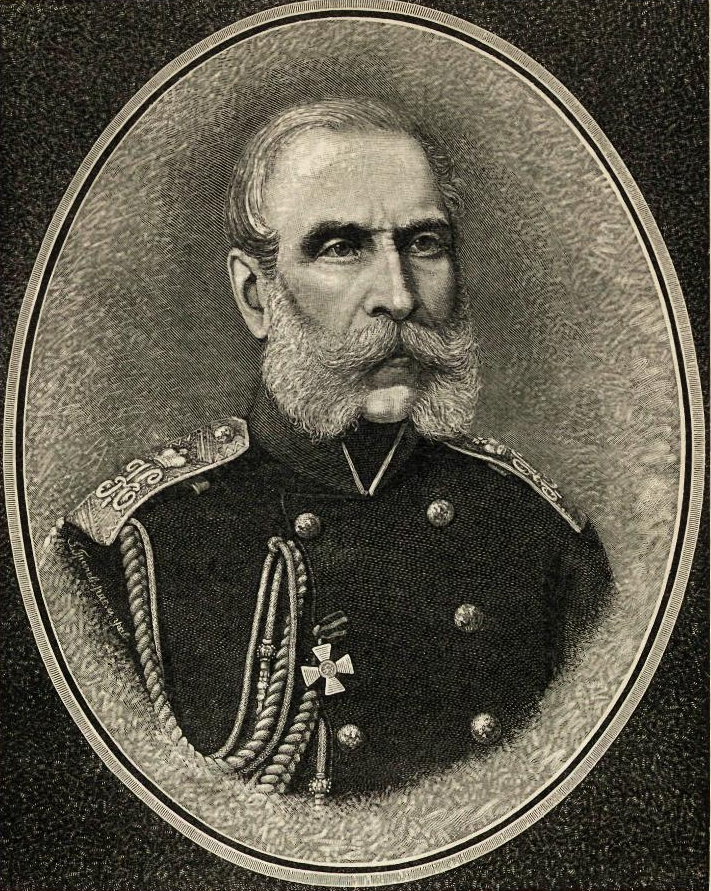
Le comte Sergueï Grigorievitch Stroganov, gravure de Gueorgui Ivanovitch Gratchev

Le 31 octobre 1825, Sergueï Grigorievitch fonda sur ses propres deniers la première école de dessin de Russie. Cet établissement offrait la gratuité des cours à tous les enfants talentueux, indépendamment de leur origine sociale. L’École de Dessin, d'Art et d'Artisanat (aujourd'hui Académie industrielle d'État de Moscou S. G. Stroganov) devint en 1843 un établissement d'État. En 1860, elle fut baptisée École Stroganov. Pendant douze années, le comte supervisa cet établissement. Un grand nombre de sculpteurs, de peintres, d'architectes sortirent diplômés de cette école.
Il fut nommé membre honoraire de l'Académie des sciences de Russie en 1827.
De 1835 à 1847, le comte Stroganov remplit les fonctions de curateur du district scolaire de Moscou.
En 1840, le comte milita pour l'accès aux universités des non-nobles ou des personnes issues du peuple. Il se prononça aussi pour une limitation de la censure pour les écrivains qu'il jugeait trop rigide. Ainsi, en 1847, après une altercation avec le réactionnaire comte Ouvarov, alors ministre de l'Instruction publique, le comte Stroganov démissionna de son poste.
Membre de la Commission de réforme universitaire, le comte Dimitri Andreïevitch Tolstoï soutint le comte dans ses réformes des universités, de l'enseignement primaire et secondaire.
En 1860, Alexandre II confia l'éducation de ses fils à Sergueï Grigorievitch. Il le nomma directeur principal pour l'éducation du tsarévitch Nikolaï Alexandrovitch chargé de superviser les différents précepteurs à son service. Le comte fut son gouverneur de 1860 au 24 avril 1865, date du décès du jeune tsarévitch. Il dirigea également les études des grands-ducs Alexandre, Vladimir et Alexis Alexandrovitch.

### Passionné d'archéologie

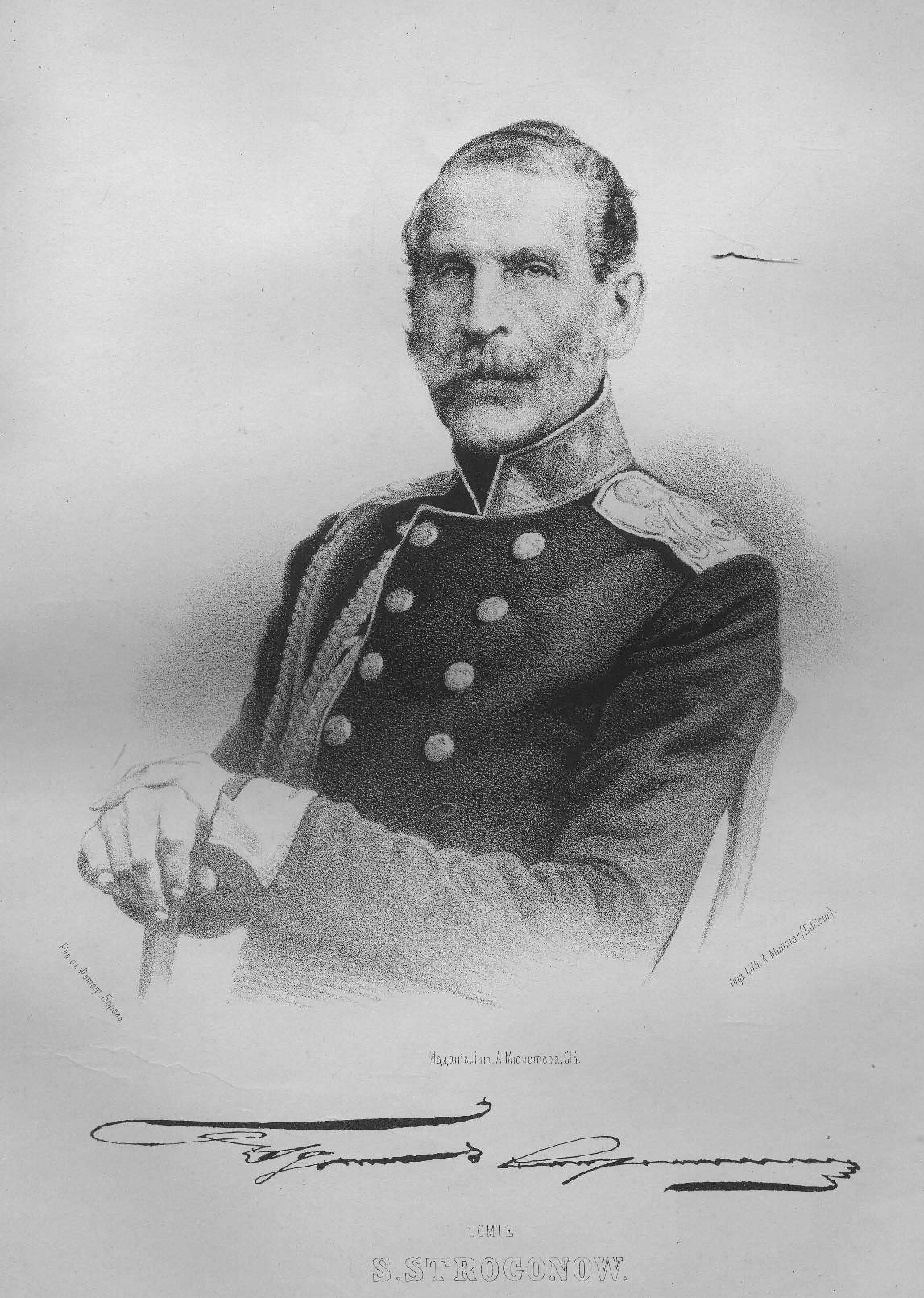
Le comte Sergueï Grigorievitch Stroganov

Sergueï Grigorievitch montrait une véritable passion pour l'Histoire et l'archéologie. Pendant plus de trente ans, il occupa le poste de président de la Société d'Histoire et d'antiquité de Russie à l'université de Moscou (24 avril 1837 à 1874). En outre, il fonda en 1859 la Commission archéologique. Chaque année, il finançait avec ses fonds propres des expéditions de fouilles archéologiques en Crimée, à Kertch et dans le sud de la Russie, permettant ainsi à de nombreux scientifiques d'approfondir leurs travaux. Son travail apporta des renseignements précieux sur le Bosphore cimmérien et les régions scythes. Ces fouilles permirent de mettre au jour de fabuleux trésors : l'or des Scythes et le trésor de Kertch, aujourd'hui exposés au musée de l'Ermitage de Saint-Pétersbourg. Il finança également la restauration de la cathédrale Notre-Dame de Vladimir.
Il était également passionné de numismatie et collectionnait des pièces de monnaie et des icônes anciennes. À sa mort, il légua à l'Empire russe une fabuleuse collection.

### Gestionnaire de la fortune des Stroganov

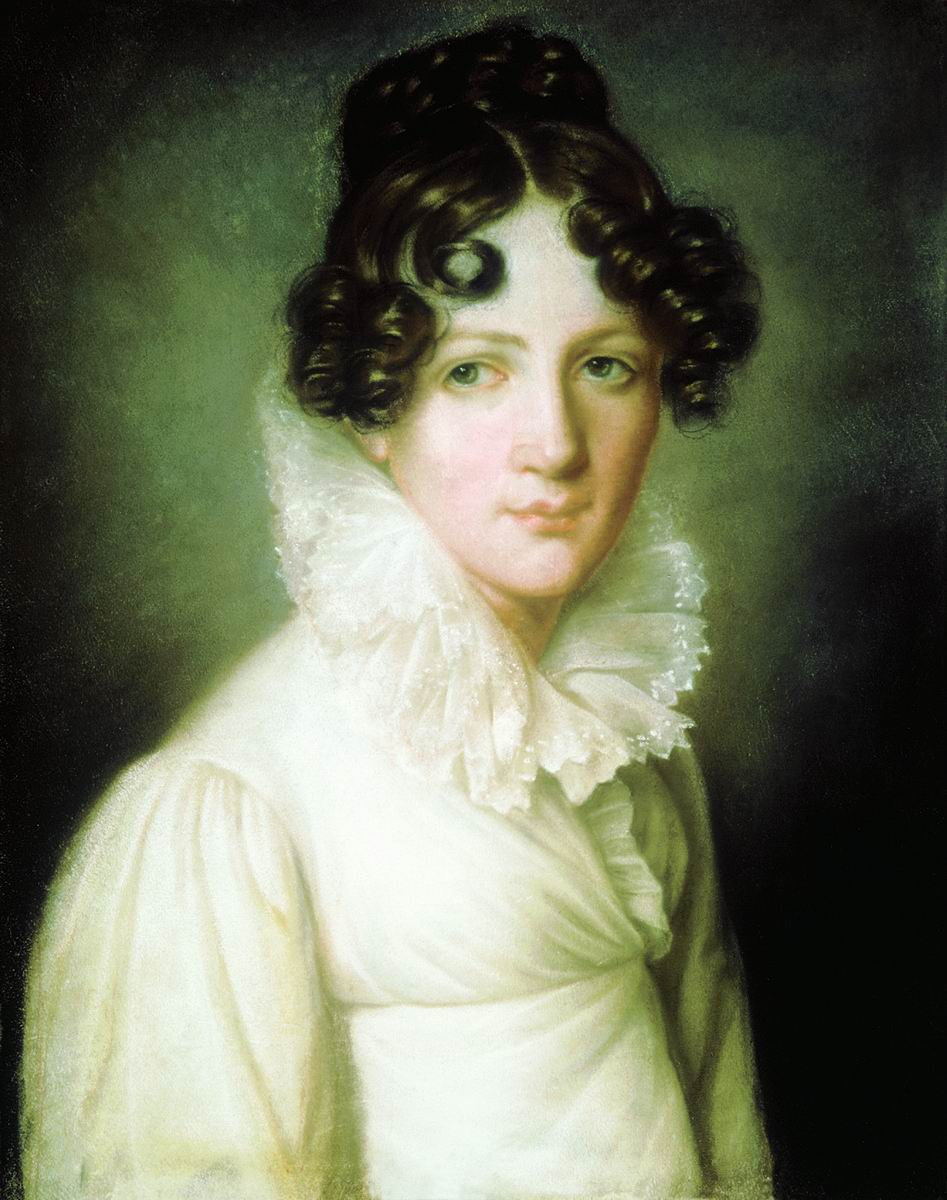
La comtesse Natalia Pavlovna Stroganova, épouse du comte Sergueï Grigorievitch Stroganov, œuvre du peintre russe Alexeï Gavriilovitch Venetsianov.

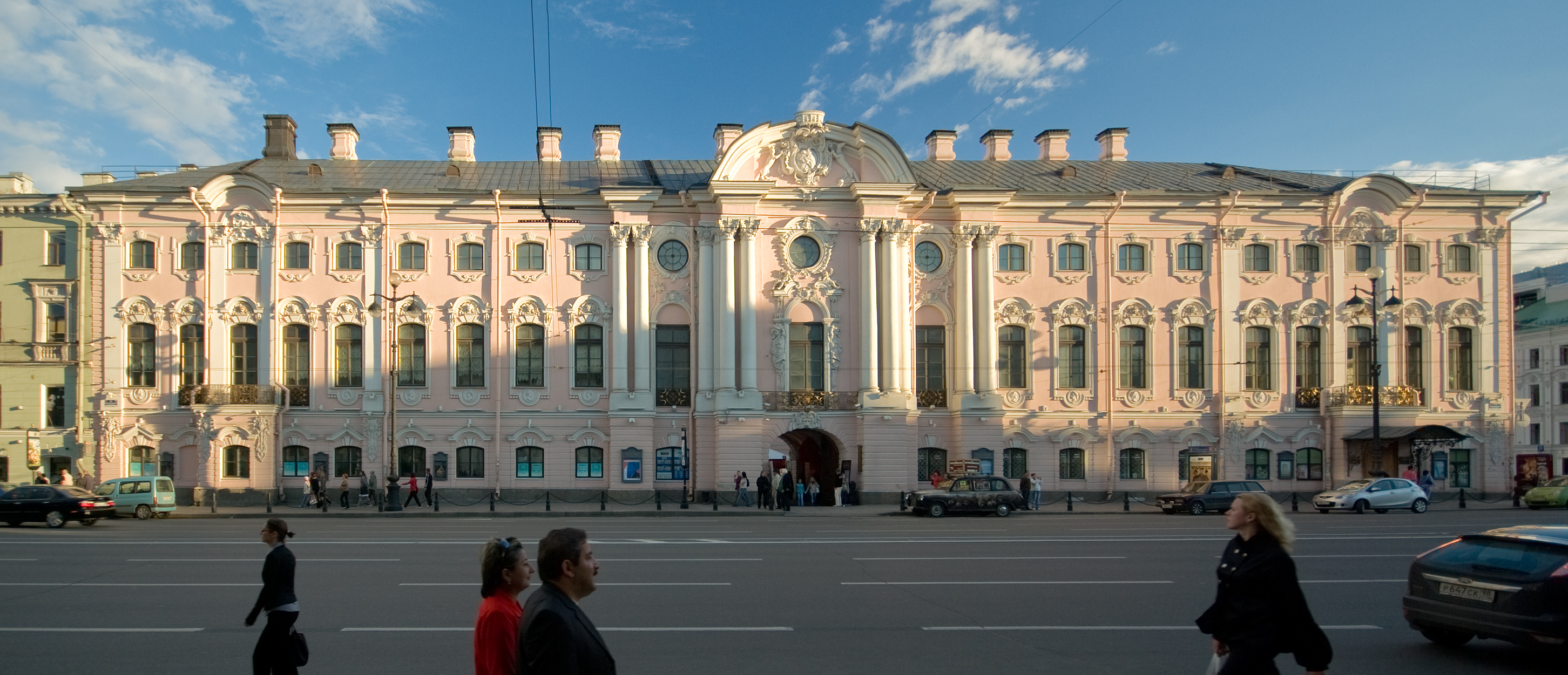
Le palais Stroganov à Saint-Pétersbourg, perspective Nevski.

En 1815, Sergueï Grigorievitch et son épouse Natalia Pavlovna héritèrent du titre de comte et comtesse et le comte du majorat des Stroganov. Après le décès de sa belle-mère, née princesse Galitzine, le comte géra les énormes domaines familiaux et l'immense fortune des Stroganov. En 1845, le comte et son épouse géraient un demi-million d'acres de terres et étaient maîtres de 95 000 âmes.

### Décès et inhumation
Le comte Sergueï Grigorievitch Stroganov décéda le 28 mars 1882 à Saint-Pétersbourg, âgé de 88 ans. Il fut inhumé en l'église Saint-Théodore, l'une des églises du monastère Saint-Alexandre-Nevski de Saint-Pétersbourg.

## Famille
Il était le second fils du comte Grigori Alexandrovitch Stroganov et de sa première épouse, née princesse Anna Sergueïevna Troubetskaïa.
En 1818, il épousa sa cousine la comtesse Natalia Pavlovna Stroganova (1796-1872), fille du comte Pavel Alexandrovitch Stroganov et de la comtesse Sophie, née princesse Galitzine.
Sept enfants naquirent de cette union :
- Alexandre Sergueïevitch Stroganov : (1818-1864), en 1864, il épousa Tatiana Dmitrievna Vassiltchikova (1823-1880). Diplômé de l'université impériale de Moscou, colonel d'un régiment de Gardes, explorateur, numismate et historien[4].
- Pavel Sergueïevitch Stroganov : (1823-1911), en 1851, il épousa Anna Dmitrievna Boutourlina (1825-1906).
- Sofia Sergueïevna Stroganova : (1824-1852), elle épousa le comte Ivan Petrovitch Tolstoï (1810-1873).
- Elizaveta Sergueïevna Stroganova : (1826-1895), en 1848, elle épousa Alexandre Vassilievitch Meschersky (1822-1901).
- Grigori Sergueïevitch Stroganov : (1829-1910), en 1856, il épousa la comtesse Maria Potocka (1839-1882)
- Nikolaï Sergueïevitch Stroganov : (1836-1906), il épousa la princesse Maria Illariovna Vassiltchikova (1841-1871).
- Anna Sergueïevna Stroganov[9].